# 3 000 mètres steeple masculin aux championnats du monde d'athlétisme 1999
Navigation
Athènes 1997 Edmonton 2001
L'épreuve du 3 000 mètres steeple masculin des championnats du monde d'athlétisme 1999 s'est déroulée les 21 et 23 août 1999 au Stade olympique de Séville, en Espagne. Elle est remportée par le Kényan Christopher Kosgei.

## Résultats

### Finale
| Rang               | Athlète              | Pays      | Temps         |
| ------------------ | -------------------- | --------- | ------------- |
| Médaille d'or      | Christopher Kosgei   | Kenya     | 8 min 11 s 76 |
| Médaille d'argent  | Wilson Boit Kipketer | Kenya     | 8 min 12 s 09 |
| Médaille de bronze | Ali Ezzine           | Maroc     | 8 min 12 s 73 |
| 4                  | Damian Kallabis      | Allemagne | 8 min 13 s 11 |
| 5                  | Bernard Barmasai     | Kenya     | 8 min 13 s 51 |
| 6                  | Eliseo Martín        | Espagne   | 8 min 16 s 09 |
| 7                  | Paul Kosgei          | Kenya     | 8 min 17 s 55 |
| 8                  | Florin Ionescu       | Roumanie  | 8 min 18 s 17 |
| 9                  | Günther Weidlinger   | Autriche  | 8 min 19 s 02 |
| 10                 | Giuseppe Maffei      | Italie    | 8 min 22 s 65 |
| 11                 | Elarbi Khattabi      | Maroc     | 8 min 24 s 62 |
| 12                 | Bouabdellah Tahri    | France    | 8 min 25 s 59 |

## Légende
Records et Performances
- AR : Record continental (area record)
- CR : Record des championnats (championship record)
- MR : Record du meeting (meet record)
- NR : Record national (national record)
- OR : Record olympique (olympic record)
- PR : Record paralympique (paralympic record)
- PB : Record personnel (personal best)
- SB : Meilleure performance personnelle de la saison (season's best)
- WL : Meilleure performance mondiale de l'année (world leader)
- WJR : Record du monde junior (world junior record)
- WR : Record du monde (world record)

Circonstances et Conditions
- DNF : N'a pas terminé (did not finish)
- DNS : N'a pas pris le départ (did not start)
- DQ : Disqualification (disqualification)
- NM : Aucun essai valable enregistré (No Mark)
- Q : Qualifié « directement » au prochain tour (ou à la prochaine compétition), lors d'une compétition majeure, grâce au classement ou à la réalisation des minima (automatic qualifier)
- q : Qualifié au prochain tour (ou à la prochaine compétition), lors d'une compétition majeure, grâce au repêchage ou à la réalisation de l'une des meilleures performances parmi celles des « non qualifiés directement » (grâce au meilleur temps ou à la meilleure distance par exemple) (secondary qualifier)